# Пукени (Мороени)
Пукени (рум. Pucheni) насеље је у Румунији у округу Дамбовица у општини Мороени. Oпштина се налази на надморској висини од 595 m.

## Становништво
Према подацима из 2011. године у насељу је живело 531 становника.